# Prodecatoma confusa
Prodecatoma confusa är en stekelart som beskrevs av T.C. Narendran 1994. Prodecatoma confusa ingår i släktet Prodecatoma och familjen kragglanssteklar. Inga underarter finns listade i Catalogue of Life.